# アイランドセンター駅
アイランドセンター駅（アイランドセンターえき）は、兵庫県神戸市東灘区向洋町中2丁目にある神戸新交通六甲アイランド線の駅。駅番号はR05。2011年7月1日から、近隣の神戸ファッションマートにちなみ「ファッションマート前」の副駅名が付けられている。

## 歴史
- 1990年（平成2年）2月21日：六甲ライナー開業と同時に開業[1][2]。
- 1995年（平成7年）
  - 1月17日：阪神・淡路大震災で被害を受け全線運休。
  - 5月12日：アイランド北口 - マリンパーク間が復旧し営業再開[4]。
- 2011年（平成23年）7月1日：命名権スポンサー契約により「ファッションマート前」の副駅名が付けられる。契約期間は3年間[3]。

## 駅構造
島式ホーム1面2線のホームを持つ高架駅である。定期券売り場を持つ。
トイレは改札階にある。

### のりば
| 番線 | 路線          | 行先             |
| ---- | ------------- | ---------------- |
| 1    | ■六甲ライナー | マリンパーク方面 |
| 2    | ■六甲ライナー | 住吉方面         |

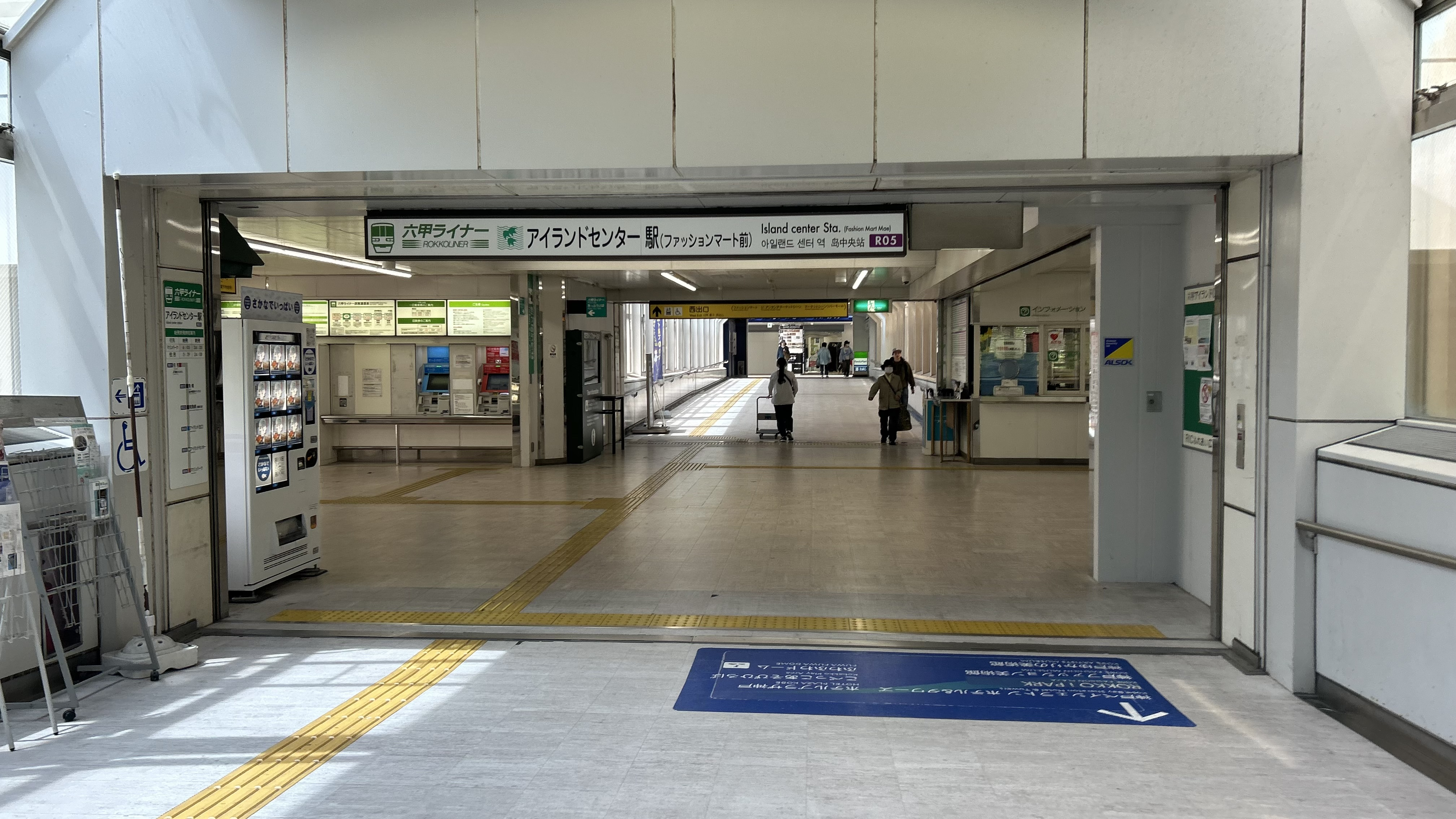
東口
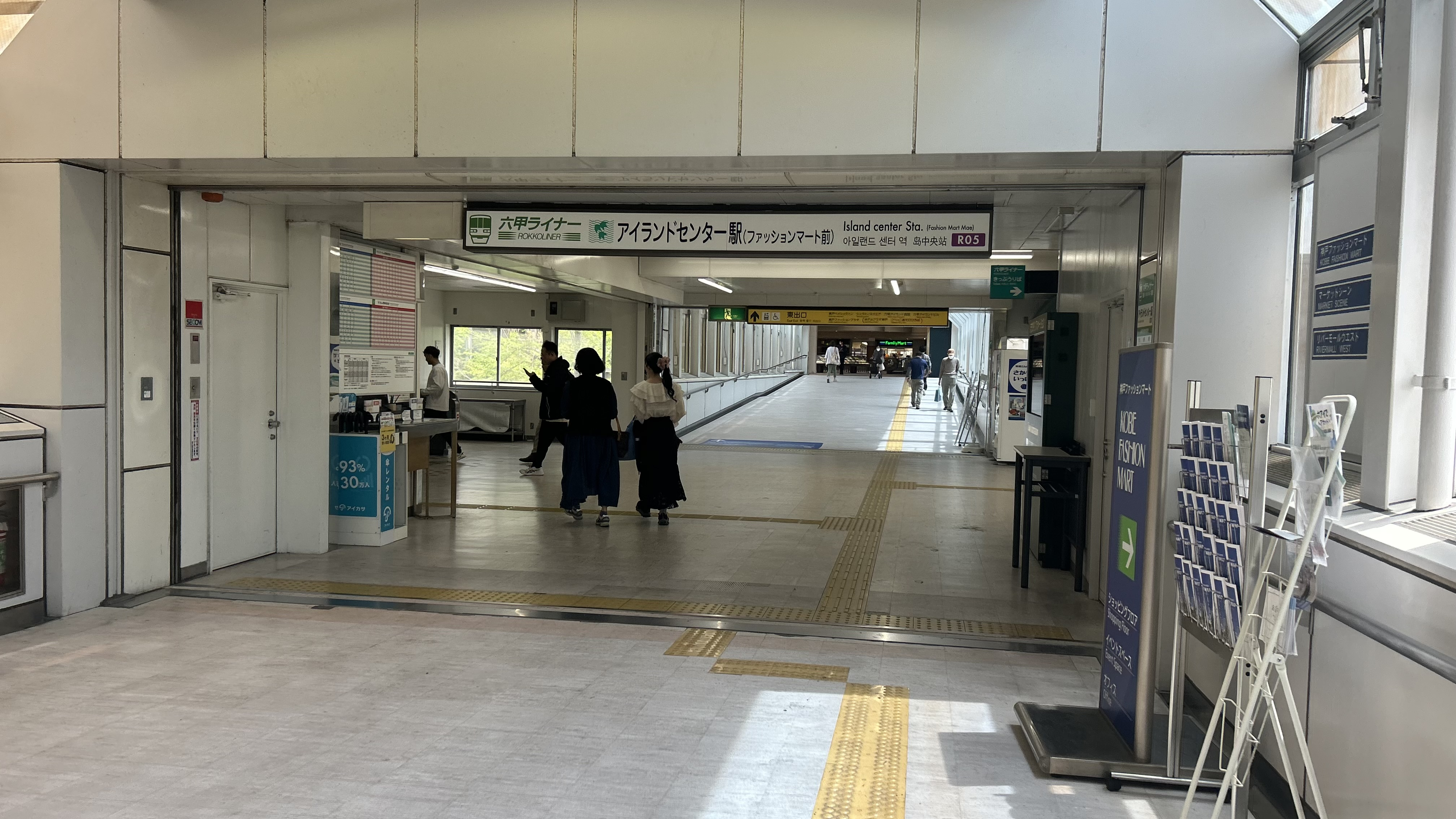
西口
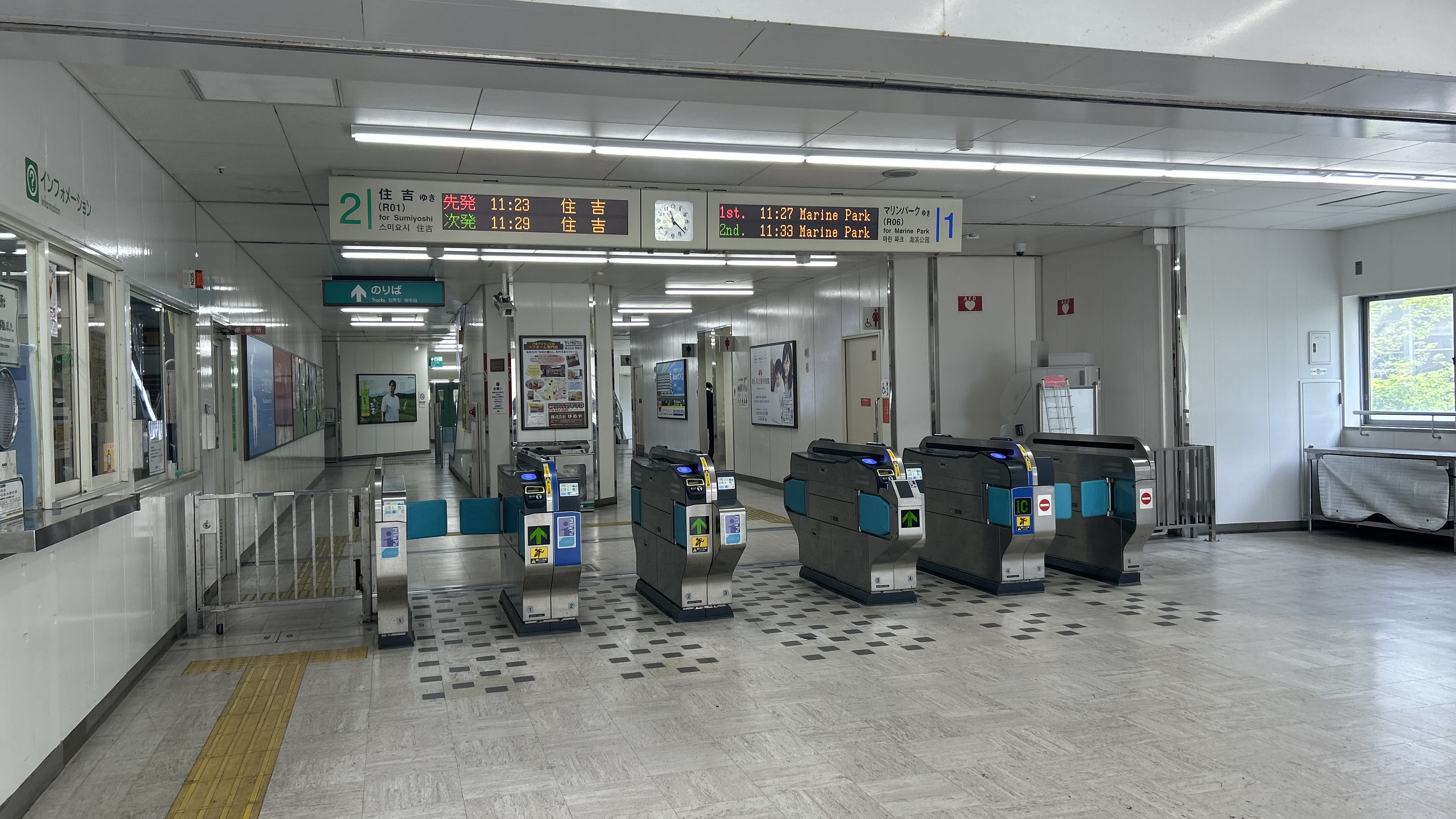
改札口
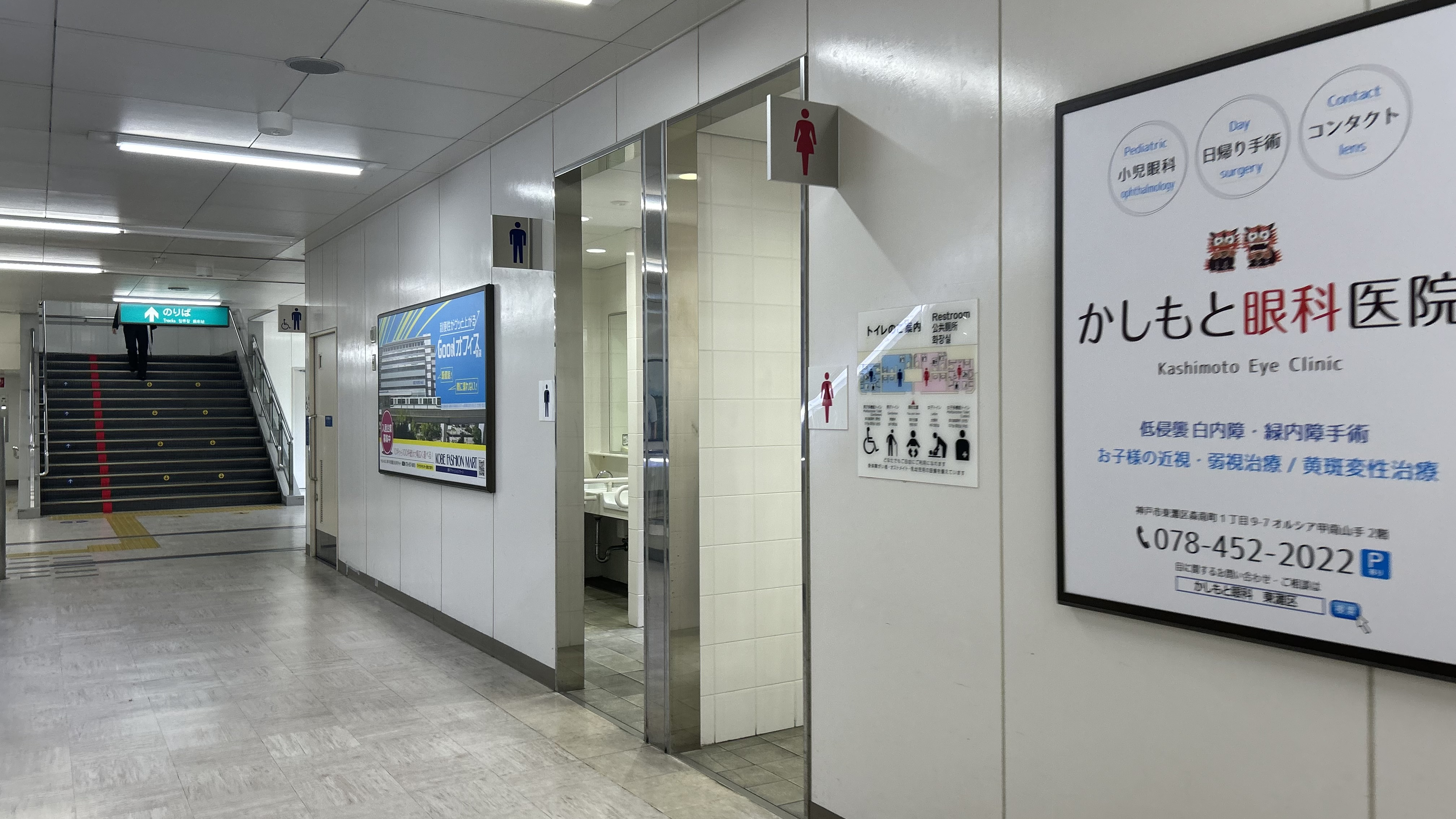
トイレ
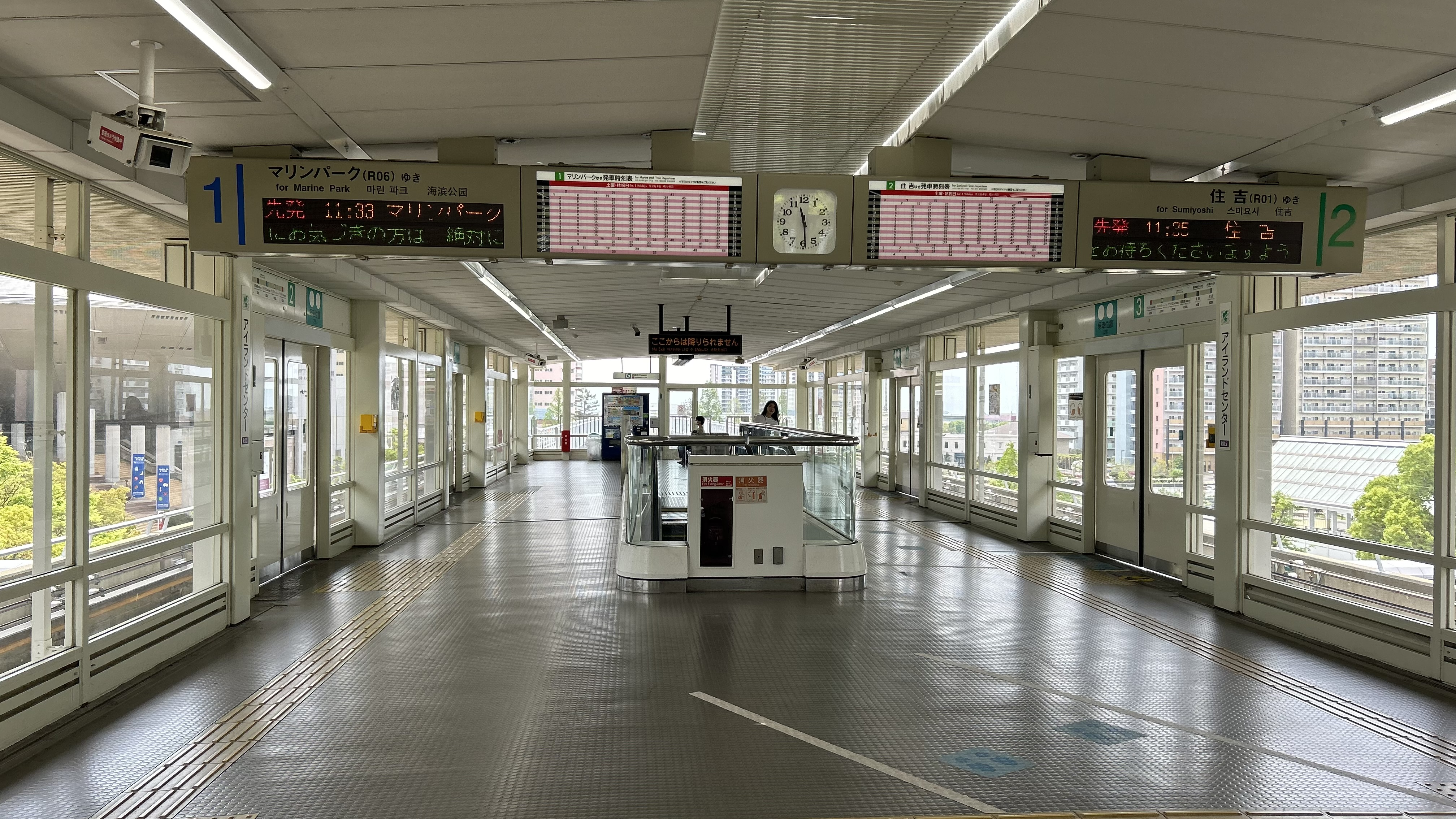
ホーム
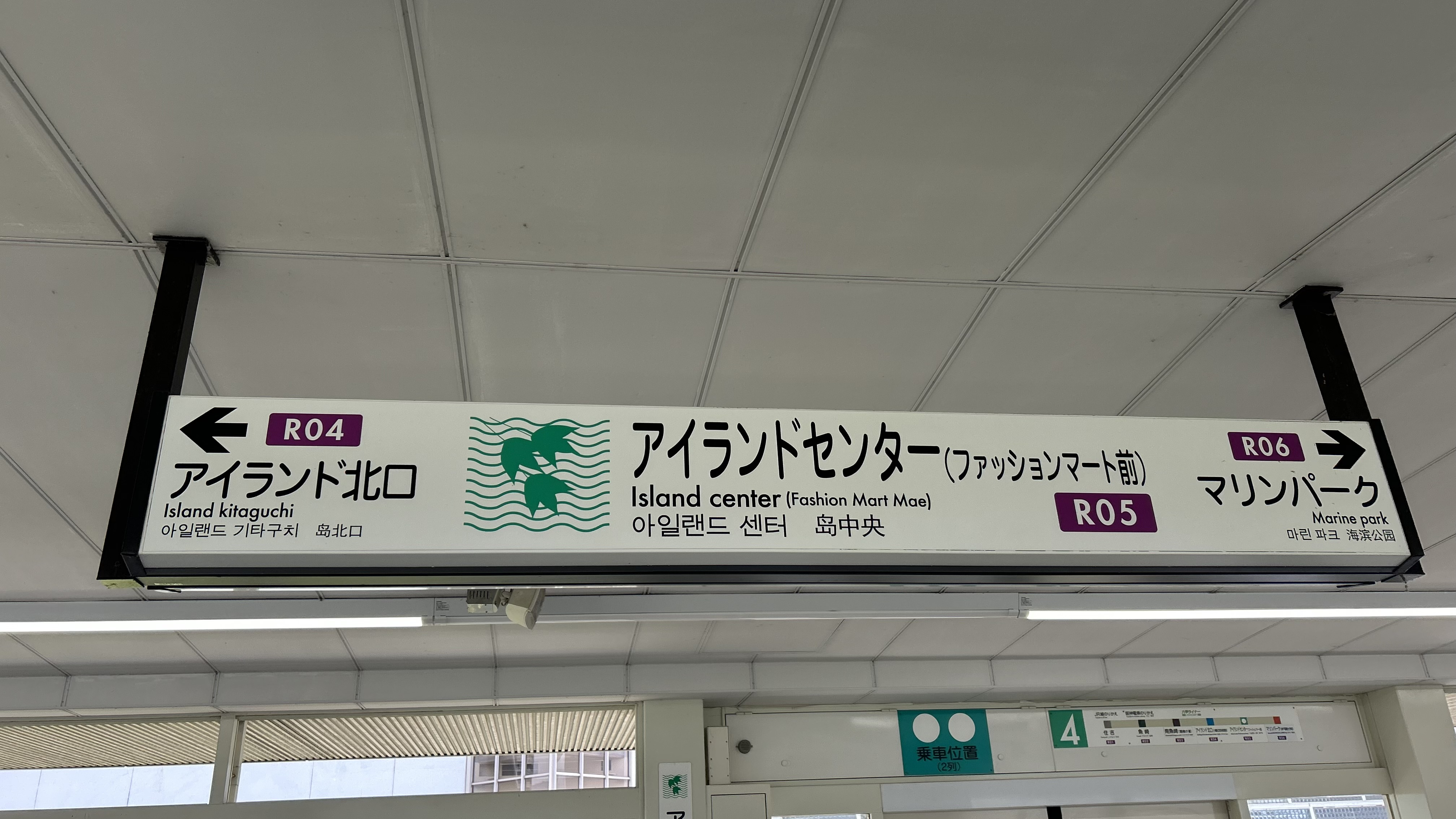
駅名標
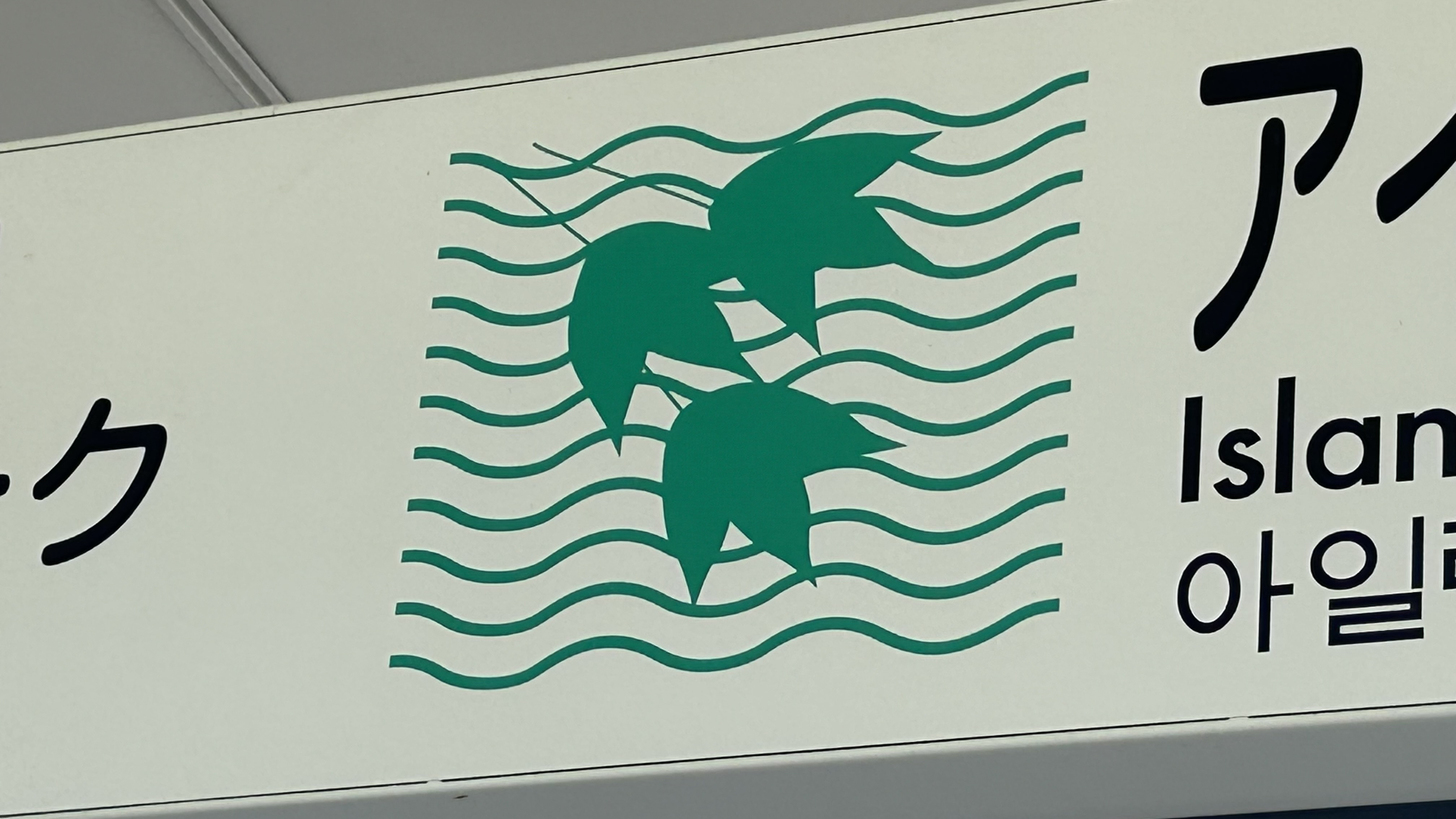
シンボルマーク

## 利用状況
2022年の1日平均乗降客数は17,639人であり、これは神戸新交通線内第3位、六甲ライナー線内で住吉駅に次いで第2位である。

## 駅周辺
- 神戸ベイシェラトンホテル&タワーズ[1]
  - シェラトンスクエア
- アジア・ワン・センター（P&Gジャパン旧本社ビル）
- リバーモール
  - 三井住友銀行六甲アイランド・リバ－モ－ル出張所    - ※2024年9月17日より、六甲アイランド支店が六甲支店・御影支店（六甲駅の近く）内に移転しており、リバーモール内にATMを新設。
- 神戸ファッション美術館[1]
- 神戸ゆかりの美術館
- 神戸ファッションプラザ
- 神戸ファッションマート[1]
- RICセントラルタワー
  - ダイエーグルメシティ
  - ジ・アンダンテマーケットシーン
  - 六甲アイランド内郵便局
  - みなと銀行六甲アイランド支店 - 2010年4月5日に住吉支店の出張所から昇格。
- 向洋東公園
- 向洋西公園
- 神戸市立向洋小学校
- 神戸市立六甲アイランド小学校
- 神戸市立向洋中学校
- 六甲アイランドシティヒル内マンション群
- 神戸レディースフットボールセンター

## バス路線
みなと観光バス　
- アジアワンセンターバス停
  - 131系統　阪神御影駅経由阪急御影駅行き
- ベイシェラトンホテルバス停
  - 21系統　神戸三宮（日本交通共同運行）・新神戸駅行き
  - 61系統　神戸空港・ユニバーサル・スタジオ・ジャパン行き

阪神バス・大阪空港交通・関西空港交通
- ベイシェラトンホテルバス停
  - 関西空港行き（乗車のみ　要予約）
  - 三宮行き（乗車不可）

## その他
- 第4回近畿の駅百選の選定駅である[7]。
- 計画当初の仮称は「六甲島中央」だった[8]。

## 隣の駅
神戸新交通
■六甲アイランド線（六甲ライナー）
アイランド北口駅 (R04) - アイランドセンター駅 (R05) - マリンパーク駅 (R06)